# Edizioni di Varietà, varietà
Questa lista raggruppa la composizione delle 18 edizioni della trasmissione radiofonica Varietà, varietà, andata in onda su Rai Radio 1 dal 6 novembre 1983 al 25 giugno 1989, per 216 puntate, con 3 edizioni estive antologiche di 47 puntate per un totale di 263 puntate, con gli autori, il regista e il conduttore.
Per ogni edizione sono indicati il numero di puntate trasmesse, il periodo di trasmissione e il numero delle puntate complessive andate in onda fino a quel momento. Il Radiocorriere TV nel periodo considerato riportava i programmi radiofonici in un inserto centrale al periodico staccabile; nei numeri conservati e messi a disposizione nelle Teche Rai tali inserti risultano mancanti e, quindi, la ricostruzione dei partecipanti alle singole edizioni al momento non era effettuabile finora.

## Elenco edizioni

### 1ª edizione
- Puntate: 13 (complessive: 1–13)
- Periodo di trasmissione: dal 6 novembre 1983 al 29 gennaio 1984.
- Autori: Federico Sanguigni, Antonio Amurri, Dino Verde, Gianni Isidori.
- Regista: Federico Sanguigni.
- Conduttori: Giorgio Bracardi e Daniela Grigioni.

- Ospiti fissi: Antonio Amurri e Dino Verde, Severino Gazzelloni, Eleonora Giorgi, Paolo Panelli, Giovanna Ralli, Giancarlo Sbragia, Iva Zanicchi.
- Personaggi e rubriche: Amurri & Verde News (Amurri e Verde). Giancarlo Sbragia e Giovanna Ralli recitavano il loro sketch in coppia.

### 2ª edizione
- Puntate: 13 (complessive 14–26)
- Periodo di trasmissione: dal 5 febbraio al 29 aprile 1984.
- Autori: Federico Sanguigni, Antonio Amurri, Dino Verde, Gianni Isidori.
- Regista: Federico Sanguigni.
- Conduttori: Giorgio Bracardi e Daniela Grigioni.

- Ospiti fissi: Antonio Amurri e Dino Verde, Giuseppe Di Stefano, Milva, Paolo Panelli, Stefania Sandrelli, Silvio Spaccesi, Nanni Svampa.
- Personaggi e rubriche: Amurri & Verde News (Amurri e Verde).

### 3ª edizione
- Puntate: 8 (complessive 27–34)
- Periodo di trasmissione: dal 6 maggio al 24 giugno 1984.
- Autori: Federico Sanguigni, Antonio Amurri, Dino Verde.
- Regista: Federico Sanguigni.
- Conduttori: Giorgio Bracardi e Daniela Grigioni.

- Ospiti fissi: Antonio Amurri e Dino Verde, Laura Antonelli, Elio Pandolfi, Paolo Panelli, Patty Pravo, Katyna Ranieri, Nanni Svampa, Helmut Zacharias.
- Personaggi e rubriche: Amurri & Verde News (Amurri e Verde).

### 4ª edizione
- Puntate: 13 (complessive 35–47)
- Periodo di trasmissione: dal 30 settembre al 23 dicembre 1984.
- Autori: Federico Sanguigni, Antonio Amurri, Dino Verde, Gianni Isidori.
- Regista: Federico Sanguigni.
- Conduttori: Paolo Panelli e Daniela Grigioni.

- Ospiti fissi: Antonio Amurri e Dino Verde, Janet Agren, Alida Chelli, Ria De Simone, Silvio Spaccesi, Caterina Valente, e Gianni Togni (prime 2 puntate), Fabio Concato e Gazebo (puntate 3 e 4) Richard Clayderman e Bruno Lauzi (puntate 5 e 6), Ivano Fossati e Mario Lavezzi (puntate 11 e 12).
- Personaggi e rubriche: Amurri & Verde News (Amurri e Verde).

### 5ª edizione
- Puntate: 13 (complessive 48–60)
- Periodo di trasmissione: dal 30 Dicembre 1984 al 24 marzo 1985.
- Autori: Federico Sanguigni, Antonio Amurri, Dino Verde, Gianni Isidori.
- Regista: Federico Sanguigni.
- Conduttori: Paolo Panelli e Daniela Grigioni.

- Ospiti fissi: Antonio Amurri e Dino Verde, Laura Antonelli (dalla 5ª puntata), Gino Bramieri, Alida Chelli, I Latin Peanuts (prime due puntate), Marta Marzotto, Alessandra Panelli, Silly Togni.
- Personaggi e rubriche: Amurri & Verde News (Amurri e Verde).

### 6ª edizione
- Puntate: 13 (complessive 61–73)
- Periodo di trasmissione: dal 31 marzo al 23 giugno 1985
- Autori: Federico Sanguigni, Antonio Amurri, Dino Verde, Gianni Isidori, Oreste Rizzini.
- Regista: Federico Sanguigni.
- Conduttori: Paolo Panelli e Daniela Grigioni.

- Ospiti fissi: Antonio Amurri e Dino Verde (solo 11 puntate), Alida Chelli, Carlo Croccolo (solo 8 puntate), Carlo Giuffrè, Marta Marzotto (solo 12 puntate), Oreste Rizzini, Silly Togni, Iva Zanicchi.
- Personaggi e rubriche: Amurri & Verde News (Amurri e Verde, per 11 puntate), Il processo della domenica, parodia de Il processo del lunedì (Rizzini).

### 7ª edizione
- Puntate: 15 (complessive 74–88)
- Periodo di trasmissione: dal 29 settembre 1985 al 5 gennaio 1986.
- Autori: Federico Sanguigni, Gianni Isidori, Oreste Rizzini, Franco Torti.
- Regista: Federico Sanguigni.
- Conduttori: Paolo Panelli e Alessandra Panelli.

- Ospiti fissi: Peppino Di Capri, Eleonora Giorgi, Marta Marzotto, Roberta Voltolini.
- Personaggi e rubriche:

### 8ª edizione
- Puntate: 11 (complessive 89–99)
- Periodo di trasmissione: dal 12 gennaio al 23 marzo 1986.
- Autori: Federico Sanguigni, Gianni Isidori, Paolo Panelli, Oreste Rizzini, Franco Torti. Collabora ai testi: Stefano Viali.
- Regista: Federico Sanguigni.
- Conduttori: Paolo Panelli e Alessandra Panelli.

- Ospiti fissi: Agostina Belli, Luigi Bonori (solo 2 puntate), Ria De Simone, Manuel Franjo (solo 3 puntate), Peppino Gagliardi, Galyn Görg (solo 2 puntate), Marta Marzotto, Steve La Chance (solo 2 puntate), Franco Torti (solo 6 puntate).
- Personaggi e rubriche: Paolo Panelli e la figlia Alessandra recitarono alcuni dialoghi tratti dallo spettacolo teatrale Per quanto.

### 9ª edizione
- Puntate: 12 (complessive 100–111)
- Periodo di trasmissione: dal 6 aprile al 22 giugno 1986.
- Autori: Federico Sanguigni, Gianni Isidori, Wilma Martusciello, Paolo Panelli, Franco Torti. Collabora ai testi: Stefano Viali.
- Regista: Federico Sanguigni.
- Conduttori: Paolo Panelli e Alessandra Panelli.

- Ospiti fissi: Janet Agren, Marta Marzotto, Eva Ricca e Silvio Spaccesi (solo 11 puntate), Franco Torti (prime 7 puntate).
- Personaggi e rubriche:

### 10ª edizione
- Puntate: 15 (complessive 112–126)
- Periodo di trasmissione: dal 28 settembre 1986 al 4 gennaio 1987.
- Autori: Federico Sanguigni, Gianni Isidori, Wilma Martusciello, Paolo Panelli, Oreste Rizzini, Franco Torti. Collabora ai testi: Stefano Viali.
- Regista: Federico Sanguigni.
- Conduttori: Alessandra e Paolo Panelli.

- Ospiti fissi: Lorella Cuccarini, Alessandra Martines, Marta Marzotto (solo 12 puntate), Daniela Poggi, Oreste Rizzini, Ornella Vanoni (solo 12 puntate).
- Personaggi e rubriche:

### 11ª edizione
- Puntate: 12 (complessive 127–138)
- Periodo di trasmissione: dall'11 gennaio al 29 marzo 1987.
- Autori: Federico Sanguigni, Gianni Isidori, Wilma Martusciello, Paolo Panelli, Franco Torti. Collabora ai testi: Stefano Viali.
- Regista: Federico Sanguigni.
- Conduttori: Alessandra e Paolo Panelli.

- Ospiti fissi: Lorella Cuccarini (solo 3 puntate), Eleonora Giorgi, Marta Marzotto, Paola Quattrini, Franco Torti (solo 2 puntate).
- Personaggi e rubriche:

### 12ª edizione
- Puntate: 11 (complessive 139–149)
- Periodo di trasmissione: dal 5 aprile al 21 giugno 1987
- Autori: Federico Sanguigni, Gianni Isidori, Wilma Martusciello, Paolo Panelli. Collabora ai testi: Stefano Viali.
- Regista: Federico Sanguigni.
- Conduttori: Alessandra e Paolo Panelli.

- Ospiti fissi: Eduardo De Crescenzo (solo le ultime 4 puntate), Giacomo Furia, Dori Ghezzi (solo 4 puntate), Giovanna Ralli, Gigi Reder.
- Personaggi e rubriche: Giacomo Furia e Gigi Reder recitavano il loro sketch in coppia.

### 13ª edizione
- Puntate: 13 (complessive 150–162)
- Periodo di trasmissione: dal 4 ottobre al 27 dicembre 1987.
- Autori: Federico Sanguigni, Gianni Isidori, Wilma Martusciello.
- Regista: Federico Sanguigni.
- Conduttrice: Alessandra Panelli.

- Ospiti fissi: Al Bano, Lello Bersani (dalla 5ª puntata), Patrizia Caselli, Walter Chiari, Gloria Guida, Paolo Panelli, Romina Power,  Simonetta.
- Personaggi e rubriche:

### 14ª edizione
- Puntate: 12 (complessive 163–174)
- Periodo di trasmissione: dal 3 gennaio al 27 marzo 1988.
- Autori: Federico Sanguigni, Gianni Isidori, Wilma Martusciello.
- Regista: Federico Sanguigni.
- Conduttrice: Alessandra Panelli.

- Ospiti fissi: Lello Bersani, Lando Buzzanca, Eleonora Giorgi, Paolo Panelli, Simonetta, I Super 4: Riccardo Del Turco, Nico Fidenco, Jimmy Fontana, Gianni Meccia.
- Personaggi e rubriche:

### 15ª edizione
- Puntate: 12 (complessive 175–186)
- Periodo di trasmissione: dal 10 aprile al 26 giugno 1988.
- Autori: Federico Sanguigni, Gianni Isidori, Wilma Martusciello.
- Regista: Federico Sanguigni.
- Conduttrice: Alessandra Panelli.

- Ospiti fissi: Lello Bersani, Lando Buzzanca, Marcella (solo 6 puntate), Anna Oxa (solo 4 puntate), Paolo Panelli, Paola Quattrini, Simonetta.
- Personaggi e rubriche:

### 16ª edizione
- Puntate: 9 + 1 anteprima speciale (complessive 187–195)
- Periodo di trasmissione: dal 30 ottobre 1988 al 22 gennaio 1989.
- Autori: Gianni Isidori, Wilma Martusciello, Oreste Rizzini.
- Regista: Roberta Berni.
- Conduttori: Oreste Rizzini e Daniela Poggi.

- Ospiti fissi: Lando Buzzanca, Paolo Ferrari, Gloria Guida, Simonetta, Valeria Valeri.
- Personaggi e rubriche: Paolo Ferrari e Valeria Valeri recitavano i loro sketch in coppia.

Il 23 ottobre 1988 venne trasmessa una puntata di anteprima speciale dal titolo Varietà Varietà si prova, condotto da Daniela Poggi e Oreste Rizzini, con Lando Buzzanca, Paolo Ferrari, Gloria Guida e Valeria Valeri e la regia della nuova Roberta Berni che curerà le successive ultime edizioni.

### 17ª edizione
- Puntate: 16 (complessive 196–211)
- Periodo di trasmissione: dal 29 gennaio al 21 maggio 1989.
- Autori: Gianni Isidori, Wilma Martusciello, Oreste Rizzini.
- Regista: Roberta Berni.
- Conduttori: Oreste Rizzini e Daniela Poggi.

- Ospiti fissi: Gloria Guida, Raffaele Pisu, Simonetta.
- Personaggi e rubriche: Il Teleradiopostino (Pisu).

### 18ª edizione
- Puntate: 5 (complessive 212–216)
- Periodo di trasmissione: dal 28 maggio al 25 giugno 1989.
- Autori: Gianni Isidori, Wilma Martusciello, Oreste Rizzini.
- Regista: Roberta Berni.
- Conduttori: Oreste Rizzini e Daniela Poggi.

- Ospiti fissi: Gloria Guida, Enzo Jannacci (per 2 puntate), Stefano Palatresi (per 2 puntate), Raffaele Pisu, Simonetta.
- Personaggi e rubriche: Il Teleradiopostino (Pisu).

## Varietà Varietà Bis
Per le prime 12 edizioni, al sabato pomeriggio venivano trasmesse le repliche delle trasmissioni andate in onda alla domenica precedente, come in Gran varietà. A partire dalla 13ª edizione, al sabato furono trasmesse 66 puntate denominate Varietà Varietà Bis, per permettere di espletare un concorso settimanale. I conduttori, nelle sei edizioni trimestrali, furono:
- dal 10 ottobre 1987 al 2 gennaio 1988: Daniela Poggi.
- dal 9 gennaio al 2 aprile 1988: Gloria Guida.
- dal 16 aprile al 2 luglio 1988: Valeria Fabrizi.
- dal 19 novembre 1988 al 28 gennaio 1989: Alba Cardilli e Walter Maestosi.
- dal 4 febbraio al 27 maggio 1989: Rodolfo Baldini e Laura Gianoli.
- dal 3 giugno al 1º luglio 1989: Antonello Liegi e Bianca Toso.

## Edizioni antologiche

### 1ª edizione antologica
- Puntate: 14.
- Periodo di trasmissione: dal 28 giugno al 27 settembre 1987.
- Titolo: Varietà Varietà Estate.
- Conduttori: Valeria Fabrizi e Riccardo Garrone.

### 2ª edizione antologica
- Puntate: 16.
- Periodo di trasmissione: dal 3 luglio al 16 ottobre 1988.
- Titolo: Varietà Varietà Estate.
- Conduttori: Janet Agren e Riccardo Garrone.

### 3ª edizione antologica
- Puntate: 17.
- Periodo di trasmissione: dal 2 luglio al 22 ottobre 1989.
- Titolo: Varietà Varietà Si Chiude.
- Conduttori: Riccardo Garrone e Federica Morandi.

## Puntate speciali
La puntata n. 100 venne trasmessa il 6 aprile 1986, e fu quella inaugurale della 9ª edizione, condotta da Alessandra e Paolo Panelli, in coincidenza con Vivicittá, mentre quella n. 200 andò in onda il 26 febbraio 1989, durante la 17ª edizione, con la conduzione di Oreste Rizzini e Daniela Poggi.
In occasione della manifestazione podistica Vivicittà, iniziata nel 1983, che si svolge annualmente tra marzo e aprile in varie città italiane, la trasmissione a partire dal 1984 aveva delle puntate speciali nelle quali si seguivano le varie fasi della manifestazione con collegamenti dalle varie sedi, coordinati prima da Mario Giobbe e in seguito da Massimo De Luca, fino al 1989.